# Вертикальна маркетингова система
Вертикальна маркетингова система (ВМС) — структура каналу розподілу, коли розподільники, оптові й роздрібні торгові фірми функціонують як єдина система. Один з учасників каналу або є власником інших фірм-учасниць, або укладає з ними контракт, або має вплив, достатній для того, щоб об’єднати інших учасників.

## Типи ВМС
Існує три основних типи ВМС: корпоративні, договірні та керовані.
- Корпоративні ВМС. Вертикальну маркетингову систему, усі послідовні стадії якої, починаючи з виробництва і закінчуючи реалізацією, перебувають в єдиній власності, називають корпоративною. Таку вертикальну інтеграцію найчастіше застосовують компанії, що прагнуть якнайширше контролювати канали розподілу. Виробник є власником, який організовує навколо себе систему самозабезпечення.

- Договірні ВМС. У таких системах незалежні члени взаємопов'язані договірними відносинами. Нині ці системи найпоширеніші. Існує декілька видів договірних ВМС.

Добровільні об'єднання роздрібних торговців під егідою оптовиків. Оптові торговці формують піраміди різних роздрібних і дрібнооптових торговців, заохочуючи їх пільгами і знижками для того, щоб ті швидше передали товар "у маси". З цією метою оптовик розроблює спеціальну програму, що передбачає стандартизацію торгової практики роздрібних торговців і зниження витрат на здійснення закупівель.
Кооперативи роздрібних торговців. Роздрібні торговці об'єднуються і утворюють підприємство, що здійснюватиме оптову закупівлю, а можливо, і виробництво. Вони закуповують товари через цей кооператив і спільно планують рекламну діяльність. Одержаний прибуток розподіляється між учасниками пропорційно обсягу зроблених закупівель. Роздрібні торговці, які не є членами кооперативу, також можуть закуповувати товар, але не беруть участі в розподілі прибутків.
Франчайзинг. Власник каналу (франчайзер) формує мережу з підприємств, що продають його продукцію, погоджуючись на певні умови. Власник може об'єднати кілька послідовних стадій виробництва і розподілу. Існує три види таких ВМС:
Система роздрібних власників привілеїв під егідою виробника. Виробник формує мережу з торговців або незалежних дилерів, яким видає ліцензії на право продавати свою продукцію. Вони, у свою чергу, погоджуються дотримуватися певних умов збуту й організації обслуговування. Наприклад, фірми "Ford" і "Bosch" розроблюють градацію знижок для різних категорій покупців, систему обслуговування та придбання запасних частин безпосередньо через виробника.
Система оптовиків — власників привілеїв під егідою виробника. Виробник формує мережу з оптових торговців, яким видає ліцензії на право торгівлі його товаром. Наприклад, фірма "Coca-Cola" видає такі ліцензії власникам різних заводів, яким постачає концентрат напою і пластикові упаковки. Часто систему забезпечення упаковкою підприємства формують самостійно.
Система власника привілеїв під егідою фірми послуг. Фірма послуг формує комплексну систему повідомлення споживача про свої послуги. Яскравими прикладами піраміди з фірм-послуг, з яких кожна має своїх постачальників і клієнтів, є "McDonald's" і "Burger-King".
- Керовані ВМС. Як правило, один з учасників ВМС дуже потужний. Він спроможний домогтися від своєї мережі розподілу організації виставок, ярмарків, презентацій, виділення торгових площ з метою ще більшого зміцнення своїх позицій. У цьому разі канали розподілу наділені ініціативою і самостійністю ("Sony", "Procter & Gamble", "Tefal").